# Білий Яр (Тегульдетський район)
Білий Яр (рос. Белый Яр) — селище у складі Тегульдетського району Томської області, Росія. Адміністративний центр Білоярського сільського поселення.
В радянські часи існувало окремо два населених пункти — Білий Яр та Любино.

## Населення
Населення — 423 особи (2010; 569 у 2002).
Національний склад (станом на 2002 рік):
- росіяни — 83 %